# أمير سينانوفيتش
أمير سينانوفيتش هو لاعب كرة قدم بوسني في مركز الوسط، ولد في 24 أكتوبر 1988 في برتشكو في البوسنة والهرسك. لعب مع نادي آراو.

## وصلات خارجية
- أمير سينانوفيتش على موقع قاعدة بيانات كرة القدم.إي يو (الإنجليزية)
- أمير سينانوفيتش على موقع Soccerway.com (الإنجليزية)